# Baba Scheich

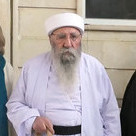
Xurto Hecî Îsmaîl, bis Oktober 2020 Baba Scheich

Baba Scheich (arabisch بابا شيخ, DMG Bābā Šaiḫ ‚Vater Scheich‘, kurmandschi Bavê Şêx) ist der Titel des geistlichen Oberhaupts der Jesiden. Er steht der jesidischen Klasse der Scheiche  vor und ist für den Schutz des Heiligtums von Scheich ʿAdī ibn Musāfir in Lalisch verantwortlich. Deswegen wird er auf Kurdisch auch  Echtiyārē Mergehē („Der Alte vom Heiligtum“) genannt. Einige Jesiden bezeichnen ihn auch als den „jesidischen Papst“. Sein traditioneller Wohnsitz befindet sich in Ain Sifni (Shekhan) im Nordirak. Nach dem Tod von Xurto Hecî Îsmaîl am 1. Oktober 2020 wurde am 14. November 2020 ʿAlī Ilyās in Dohuk zum neuen Baba Scheich gewählt.

## Auswahl und Kennzeichen
Zum Baba Scheich können nur Männer aus dem Fachr-ad-dīn-Zweig der jesidischen Schemsānī-Familie ernannt werden. Fachr ad-Dīn war ein Bruder von Schams ad-Dīn, einem der Gefährten von Scheich ʿAdī. Sein Grab befindet sich in der Nähe des Hauptheiligtums in Lalisch. Das Amt des Baba Scheich geht meist von dem Vater auf den Sohn über. Der Baba Scheich muss allerdings über ein profundes Wissen über die Religion verfügen und alle jesidischen Erzählungen auswendig können. Die offizielle Einsetzung in sein Amt erfolgt aber durch den Mīr, der als das weltliche und geistliche Oberhaupt der Jesiden gilt.
Der Baba Scheich trägt eine spezielle Kleidung, die ihn von anderen unterscheidet: einen weißen Turban, einen schwarzen Stoffgürtel und bei der Abhaltung von Zeremonien Handschuhe. Zu seinen Insignien gehört außerdem ein Gebetsteppich, den schon Scheich ʿAdī zum Beten benutzt haben soll. Dieser Teppich wird den Jesiden bei den Festen im Heiligtum von Lalisch gezeigt. Er und seine Familie leben von den Spenden, die ihm seine Murīden bei der Abhaltung von Tauf-, Heirats- und Begräbniszeremonien machen. Zwar ist der traditionelle Wohnsitz des Baba Scheichs Ain Sifni, doch wird er auf einem speziellen Friedhof im Dorf Bozan begraben.

## Kultische Aufgaben
Der Baba Scheich muss ein asketisches Leben führen. Er darf keinen Alkohol trinken und hat die Pflicht, im Sommer und im Winter eine bestimmte Zeit während der Tageshelle zu fasten. Bei dem sommerlichen Fasten, das er in Nachahmung eines ähnlichen Fastens von Scheich ʿAdī vollzieht, wird er von den sogenannten Kocheks, Diener am Heiligtum in Lalisch, begleitet. Das Ende des Fastens wird von den Jesiden mit dem Fest des Scheich ʿAdī bzw. Fest der vierzig Tage, das vom 31. Juli bis zum 3. August andauert, begangen. Der Baba Scheich ist auch für die Betreuung und Unterweisung der Kocheks zuständig. Er muss mindestens zehn Versammlungen pro Jahr für sie abhalten, in denen er mit ihnen religiöse Themen bespricht und sie in ihren Pflichten unterweist.
Zwar gilt der Baba Scheich als oberster Hüter des Heiligtums von Lalisch, doch wird er hierbei von dem Baba Tschawusch (andere Schreibungen: Baba Çavuş, Baba Çawîş) unterstützt, der selbst in dem Heiligtum wohnt. Während der Festtage residiert der Baba Scheich in einem kleinen Pavillon im Vorhof des Heiligtums von Lalisch. Die jesidischen Gläubigen machen ihm bei dieser Gelegenheit ihre Aufwartung und überbringen ihm Spenden. Bei der Begrüßung küssen sie zunächst den Teppich und dann seine Hand. Der Baba Scheich eröffnet während der Festtage alle wichtigen Gebete und Zeremonien. Seine Anwesenheit bei diesen Zeremonien ist Voraussetzung für ihre Gültigkeit. Bei der Durchführung der Zeremonien wird er von dem Pesch Imam und dem Baba Gawan unterstützt.

## Gemeindebesuche
Ein oder zwei Mal im Jahr besucht der Baba Scheich zusammen mit dem Baba Gawan die jesidischen Dörfer. Üblicherweise bleibt er in jedem Dorf einen Tag. Diesen Brauch hielt er auch aufrecht, nachdem die Jesiden in den 1970er und 1980er Jahren im Zuge der irakischen Arabisierungspolitik in jesidische Sammeldörfer umgesiedelt wurden. Um seiner überkommenen Besuchspflicht gerecht zu werden, blieb der Baba Scheich in diesen Sammeldörfern mehrere Tage und wechselte dabei jeden Tag von einer Dorfgemeinschaft zur nächsten. Den Baba Scheich als Gast aufzunehmen, ist eine große Ehre für den Haushaltsvorstand, aber auch eine finanzielle Last, da alle Besucher aus dem Dorf, die den Würdenträger treffen wollen, bewirtet werden müssen. Der Baba Scheich vollzieht während seines Besuchs nicht nur Zeremonien, sondern schlichtet auch Streitigkeiten und Stammesfehden. Als nach dem Kurdischen Aufstand von 1991 die Autonome Kurdische Region errichtet wurde und das Saddam-Regime den Irakern die Einreise in die Autonomieregion verbot, gehörte der Baba Scheich zu den wenigen religiösen Würdenträgern, die das Regime aus diesem Verbot ausnahm, damit er bei den Feierlichkeiten in Lalisch anwesend sein und seine Besuche der jesidischen Gemeinden durchführen konnte.